# 沙西尼苏丹
沙西尼苏丹（法語：Chassigny-sous-Dun，法語發音：[ʃasiɲi su dœ̃]）是法国索恩-卢瓦尔省的一个市镇，属于沙罗勒区。

## 地理
沙西尼苏丹（46°14'20"N, 4°17'39"E）面积13.28 平方千米，位于法国勃艮第-弗朗什-孔泰大區索恩-卢瓦尔省，该省份为法国中部省份，北起顺时针与科多尔省、汝拉省、安省、罗讷省、卢瓦尔省、阿列省和涅夫勒省接壤。
与沙西尼苏丹接壤的市镇（或旧市镇、城区）包括：拉沙佩勒苏丹、绍法耶、米西苏丹、布里奥奈地区圣洛朗、圣莫里斯-莱沙托讷夫、唐孔。

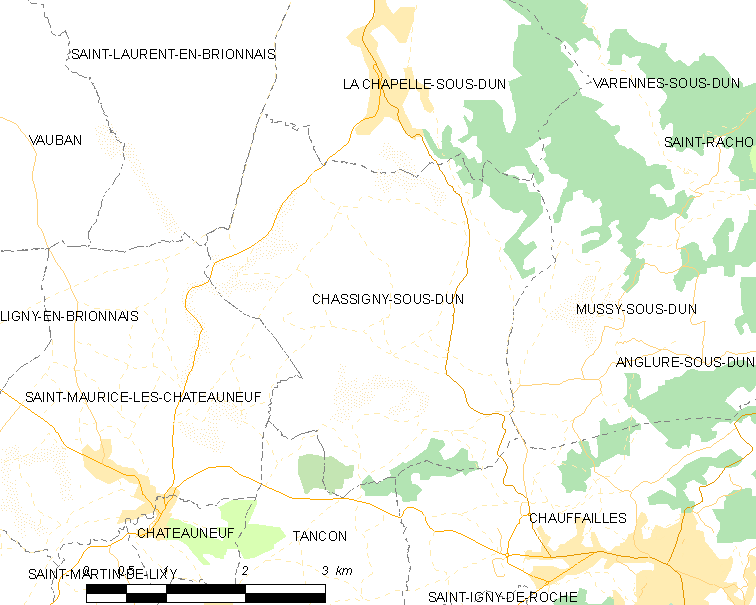
沙西尼苏丹的OSM定位图

沙西尼苏丹的时区为UTC+01:00、UTC+02:00（夏令时）。

## 行政
沙西尼苏丹的邮政编码为71170，INSEE市镇编码为71110。

## 政治
沙西尼苏丹所属的省级选区为绍法耶县。

## 人口

1962-2008年间沙西尼苏丹人口变化图示

沙西尼苏丹于2022年1月1日时的人口数量为558人。